# Reshiram, Zekrom et Kyurem
Reshiram (レシラム, Reshiram), Zekrom (ゼクロム, Zekrom) et Kyurem (キュレム, Kyuremu) sont trois espèces de Pokémon de cinquième génération. 
Issus de la célèbre franchise de médias créée par Satoshi Tajiri, ils apparaissent dans une collection de jeux vidéo et de cartes, dans une série d'animation, plusieurs films, et d'autres produits dérivés. Ces deux Pokémon légendaires apparaissent pour la première fois en 2010 dans Pokémon versions blanche et noire, et pour la seconde dans noir 2 et blanc 2 dont ils sont les mascottes. Ils sont de types dragon et feu, pour Reshiram, dragon et électrique pour Zekrom et dragon et glace pour Kyurem et occupent respectivement les 643e, 644e et 646e places du Pokédex national, une encyclopédie fictive qui recense l'ensemble des espèces de Pokémon.

## Création

### Conception graphique
L'anatomie de Reshiram est semblable à celle d'un dragon recouvert de plumes blanches. Sa queue produit des flammes lui permettant de voler à des vitesses extraordinaires.

### Étymologie
Le nom de Reshiram provient du japonais « shira » (白), « blanc » ; il est qualifié par le Pokédex comme un Pokémon « blanc réel ».
Celui de Zekrom provient du japonais « kuro » (黒), « noir », devenu « kro » lors de sa transcription en alphabet occidental ; il est qualifié par le Pokédex de Pokémon « noir idéal ».

## Description
Comme expliqué dans les jeux, ces deux Pokémon légendaires forment une complémentarité entre l'Idéal et le Réel qui peut se rapprocher du Yin et du Yang chinois.  

## Apparitions

### Jeux vidéo
Reshiram et Zekrom apparaissent dans série de jeux vidéo Pokémon. D'abord en japonais, puis traduits en plusieurs autres langues, ces jeux ont été vendus à plus de 200 millions d'exemplaires à travers le monde.

### Série télévisée et films
La série télévisée Pokémon ainsi que les films sont des aventures séparées de la plupart des autres versions de Pokémon et mettent en scène Sacha en tant que personnage principal. Sacha et ses compagnons voyagent à travers le monde Pokémon en combattant d'autres dresseurs Pokémon.